# Лундберг, Эмма
Эмма Ловиза Лундберг (швед. Emma Lovisa Lundberg; 13 июня 1869, Кристианстад — 28 августа 1953, Лидингё) — шведская художница и одна из первых ландшафтных дизайнеров Швеции.

## Биография
Эмма Лундберг родилась в 1869 году в Кристианстаде, где её отец работал переплётчиком. Некоторое время она училась живописи в Лунде у Фредрика Кребса и Карла Аспелина. Выйдя замуж за торговца мебелью Карла Лундберга, Эмма поселилась с ним в Мальмё. У супругов родились четверо детей, в том числе дочь Барбро, которая впоследствии станет известной художницей по текстилю. В 1904 году семья переехала в Стокгольм, а в 1910 году они приобрели участок земли на острове Лидингё, где построили виллу и разбили сад.
Эмма Лундберг была ландшафтным дизайнером — самоучкой. Источником вдохновения для неё служили сады, виденные в детстве, а также журналы о садоводстве. Художественное чутьё у неё сочеталось с мастерством садовода. Свой сад она разбила на несколько зон, включая розарий и участок с пионами, которых у неё было 88 сортов. На площади 2000 квадратных метров разместились также 60 плодовых деревьев, в том числе свободно растущие яблони и 28 груш на шпалерах. Участок заканчивался лужайкой многолетних цветов; по мере удаления от дома сад приобретал всё более «дикий» характер, плавно сливаясь с окружающей природой. Эмма Лундберг назвала свой дом и сад «Målet» — «цель», понимая под этим как реальную, так и символическую цель вложенного труда.
В 1932 году была опубликована книга Эммы Лундберг «Min trädgård. Några akvareller med åtföljande text», в которой она даёт подробное, месяц за месяцем, описание садовых работ. в 1936 году вышла ещё одна её книга о садоводстве, «En länk mellan hemmet och naturen». Современники сравнивали Эмму Лундберг с английской садовницей и мастером ландшафтного дизайна Гертрудой Джекилл, которая также была самоучкой.
На протяжении всей жизни Эмма продолжала заниматься живописью. Основными сюжетами её картин были природа, сады, её дети и внуки. Писать картины она предпочитала в саду. Зимой 1939—1940 годов все фруктовые деревья в саду погибли из-за сильного мороза, и потребовалась радикальная перепланировка, которую Эмма предприняла вместе с сыном Эриком. В 1951 году Улла Молин, редактор влиятельного журнала Hem i Sverige, написала о саде Эммы Лундберг книгу «Årets trädgård 1: „Målet“ i Bullerbacken».
Эмма Лундберг умерла в Лидингё в 1953 году. Её сад оставался собственностью семьи вплоть до 2006 года. В 1997 году в Лидингё состоялась выставка, посвящённая садовому искусству художницы. В 1998 году временный «сад Эммы Лундберг» был создан на территории музея и парка Миллесгорден в Лидингё.